# Sección Costarricense de la APRA
La Sección Costarricense de la APRA fue una organización política costarricense surgida a finales de los años veinte en Costa Rica y que estaba vinculada a la Alianza Popular Revolucionaria Americana. A la misma pertenecieron entre otros destacados dirigentes como Carmen Lyra, Luisa González, Gonzalo González, Rómulo Betancourt y Joaquín García Monge. Auspició la visita del propio Víctor Raúl Haya de la Torre a Costa Rica en 1928. La Sección formaba parte de la llamada Liga Antiimperialista que en aquel momento se solidarizaba estrechamente con las luchas sociales contra la intervención extranjera como la de César Sandino en Nicaragua y la de Farabundo Martí en El Salvador. La organización a la larga se disolvió entremezclándose con los principales movimientos de izquierda del país, particularmente el Partido Comunista Costarricense fundado en 1931 al que pertenecerían la mayoría de sus miembros.